# Megachile nigrorufa
Megachile nigrorufa är en biart som beskrevs av Pasteels 1973. Megachile nigrorufa ingår i släktet tapetserarbin, och familjen buksamlarbin. Inga underarter finns listade i Catalogue of Life.